# Lepanus gelasinus
Lepanus gelasinus är en skalbaggsart som beskrevs av Matthews 1974. Lepanus gelasinus ingår i släktet Lepanus och familjen bladhorningar. Inga underarter finns listade i Catalogue of Life.